# Oxalis microdonta
Oxalis microdonta är en harsyreväxtart som beskrevs av Salter. Oxalis microdonta ingår i släktet oxalisar, och familjen harsyreväxter. Inga underarter finns listade i Catalogue of Life.